# Rajabhat-Universität Muban Chom Bueng
Die Muban Chombueng Rajabhat Universität (thailändisch มหาวิทยาลัยราชภัฏหมู่บ้านจอมบึง, im englischen Sprachgebrauch Muban Chombueng Rajabhat University, kurz MCRU) ist eine öffentliche Universität im Rajabhat-System von Thailand.

## Lage
Das Universitätsgelände befindet sich in der Kleinstadt Chom Bueng (Thai: จอมบึง) im Landkreis (Amphoe) Chom Bueng in der Provinz Ratchaburi. Chom Bueng liegt zirka 130 Kilometer westlich von Bangkok. Das Gelände umfasst 310 Rai.

## Symbole
Die Universitätsfarben sind blau, gelb und grün, der Universitätsbaum ist die Röhren-Kassie Cassia fistula. Das Emblem der Universität besteht aus den Farben Blau, Grün, Gold, Orange und Weiß, wobei jede Farbe eine eigene Bedeutung hat.
- Das Blau steht für das Königtum und stellt den Bezug her, dass der Name Rajabhat Universitäten vom König stammt.
- Das Grün steht für die 41 Standorte der Rajabhat Universitäten und der auserlesenen naturgemäßen Umgebung.
- Das Gold bedeutet Intellektueller Reichtum.
- Das Orange steht für die lokalen Künste und kulturellen Verzierung aller Rajabhat Universitäts-Standorte.

## Akademische Einrichtungen
Die Universität besitzt vier Fakultäten, ein College und fünf akademische Ämter, mit Bachelor-, Masterstudiengängen und Promotionsstudiengang.
- Fakultät für Pädagogik
- Fakultät für Human- und Sozialwissenschaften
- Fakultät für Naturwissenschaften und Technologien
- Fakultät Betriebswirtschaft und Management
- College für Muay Thai Studien und traditionelle Thai Medizin
- Office of Academic Support and Registration
- Office of Art and Culture
- Office of Academic Service and Information Technology
- Research and Development Institute
- Büro der Hochschulleitung